# رومولو لاتزارتی
رومولو لاتزارتی (ایتالیایی: Romolo Lazzaretti; ۱۷ نوامبر ۱۸۹۵ – ۳ نوامبر ۱۹۷۶) دوچرخه‌سوار اهل ایتالیا بود.